# 大島伯鶴
大島 伯鶴（おおしま はっかく）は、講釈師の名跡。

## 初代
本名：大島 光利、（安政4年）1857年 - （大正元年）1912年12月21日。
白河藩士の家に生まれ、講談の中興の祖と言われた2代目松林伯圓の門下で大島圓鶴。1903年に大島伯鶴に、1911年に実の子に名を譲り大島東玉と名乗った。従軍講談師で知られる。

## 2代目
本名：大島 保利（おおしま やすとし）、（明治10年）1877年4月8日 - （昭和21年）1946年4月2日。
- 1879年4月、初代大島伯鶴を父として福島県白河に生れた。幼くして父と上京、父とは別に相撲の行事を志したが反対される。
- 13歳の時にもう一つの夢であった講談の道に入り、旭堂南慶に預けられ、大島鶴童を名乗る。後に大島芝鶴を経て、大島小伯鶴と改名。
- 1911年、大島伯鶴を襲名。
- 1946年4月2日、咽頭癌に冒され死去。

初代伯鶴の子息。昭和十年代には6代目一龍斎貞山と人気を二分し、ラジオ出演も多かった。
得意ネタに「寛永三馬術」「笹野名槍伝」「快男子」など。